# 38 f.Kr.
38 f.Kr. var ett normalår som började en söndag i den proleptiska julianska kalendern, men i verkligheten antingen ett normalår som började en söndag eller måndag, eller ett skottår som började en lördag, söndag eller måndag i den julianska kalendern (se skottårsfelet i den julianska kalendern för mer information).

## Händelser

### Efter plats

#### Romerska republiken
- 1 januari – Den hispaniska eran inleds på Octavianus order.
- 17 januari – Octavianus gifter sig med Livia Drusilla.
- Marcus Vipsanius Agrippa, nedslår på Octavianus order ett uppror längs floden Rhen.
- Marcus Antonius, Octavianus och Lepidus undertecknar födraget i Tarentum, vilket förlänger det andra triumviratet till 33 f.Kr. (detta eller nästa år).
- Parterna invaderar romerska Syrien, men slås tillbaka genom slaget vid Gandarus, varvid den partiske generalen Pacoros I stupar.

## Födda
- Drusus d.ä., romersk ädling och sedermera styvson till Octavianus

## Avlidna
- Orodes II, kung av Partien